# I Camaleonti
I Camaleonti (literalmentte "Los camaleones") es un grupo de pop formado en la ciudad de Milán, activo principalmente entre los años 60 y 70.

## Historia
I Camaleonti se formó en 1963 en Milán. La alineación original estaba compuesta por Livio Macchia (guitarra), Antonino Cripezzi (teclados), Paolo de Ceglie (batería) y Gerardo Manzoli (bajo). En 1965 se sumó Riki Maiocchi como vocalista y guitarrista. La banda inicialmente adoptó un sonido similar al beat y logró éxito en su país con la versión del clásico de Small Faces "Sha-La-La-La-Lee". En 1966, Riki Maiocchi abandonó el grupo para perseguir una carrera como solista y fue reemplazado por Mario Lavezzi.
Con Lavezzi a bordo, el grupo comenzó a cambiar gradualmente a un sonido pop más melódico, logrando un nuevo éxito con una interpretación moderna de una melodía popular de los años 1930 escrita por Cesare Andrea Bixio, "Portami tante rose". Entre 1968 y 1973 I Camaleonti logró ubicar cuatro sencillos en las listas de éxitos de su país, entre los que destacan "Applausi", "Io per lei" y "L'ora dell'amore". Entre 1970 y 1993 participaron en el Festival de San Remo en cuatro ocasiones, (la última con Dik Dik y el cantante de Equipe 84, Maurizio Vandelli), finalizando en la tercera posición en 1979 con "Quell'attimo in più". A pesar de los numerosos cambios de formación, la banda sigue activa hasta el día de hoy.

## Miembros

### Actuales
- Livio Macchia: voz, guitarra (1963–presente)
- Valerio Veronese: guitarra, voz (1985–presente)
- Massimo Brunetti: teclados, flauta (1990–presente)
- Massimo di Rocco: batería (2004–presente)
- Matteo Arosio: Campana tibetana (2006-presente)

### Anteriores
- Gerardo "Gerry" Manzoli: bajo (1963-1982)
- Paolo de Ceglie: batería (1963-2004, fallecido en 2004)
- Antonio "Tonino" Cripezzi: voz, teclados (1963–2022, fallecido en 2022)[4]
- Riki Maiocchi: voz, guitarra (1965-1966)
- Mario Lavezzi: voz, guitarra (1966-1968)
- Gabriele Lorenzi: teclados (1967-1968)
- Dave Sumner: guitarra (1973-1980)
- Vincenzo Mancuso: guitarra, flauta (1981-1984)

## Discografía

### Estudio
- 1966 - The Best Records in The World
- 1967 - Portami tante rose
- 1968 - Io per lei
- 1969 - Vita d'uomo (EP)
- 1973 - I magnifici Camaleonti
- 1973 - Perché ti amo
- 1974 - Amicizia e amore
- 1975 - Piccola Venere ed altri successi
- 1976 - Che aereo stupendo… la speranza
- 1977 - In vendita
- 1979 - ...e camminiamo
- 1993 - Come passa il tempo e i più grandi successi
- 1996 - Libero
- 1997 - Applausi ed altri successi
- 2001 - 2001 ed oltre
- 2004 - 40 anni di musica e applausi
- 2006 - Storia
- 2010 - Camaleonti Live